# Sverdlovske, Pervomaiske
Sverdlovske (în ucraineană Свердловське) este un sat în comuna Cernove din raionul Pervomaiske, Republica Autonomă Crimeea, Ucraina.

## Demografie
Componența lingvistică a localității Sverdlovske
     Rusă (55,11%)
     Tătară crimeeană (21,88%)
     Ucraineană (20,45%)
Conform recensământului din 2001, majoritatea populației localității Sverdlovske era vorbitoare de rusă (55,11%), existând în minoritate și vorbitori de tătară crimeeană (21,88%) și ucraineană (20,45%).